# 1861년 수마트라 지진
1861년 수마트라 지진은 1861년 2월 16일 순다 메가스러스트에서 발생한 지진으로, 19세기 수마트라 세그먼트 인접 구역에서 발생한 대지진 중 가장 마지막으로 일어난 지진이다. 지진과 함께 쓰나미가 일어나 수천 명의 사상자가 발생했다. 이 지진은 멀리 말레이반도와 자와섬 동부에서도 느껴졌다. 2005년 니아스-시멀루에이 지진의 단층 파열 지역이 1861년 지진의 추정 단층 파열 지역과 비슷하다.

## 배경

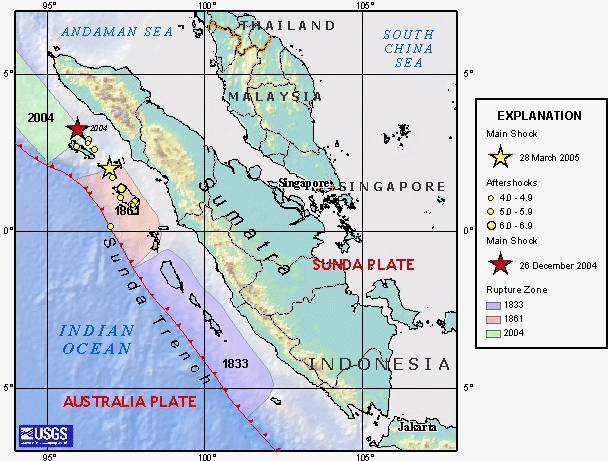
자바 해구와 1833년, 1861년, 2004년, 2005년 지진의 진원 및 단층 파열 지역을 그린 지도.

수마트라섬은 인도-오스트레일리아 판과 유라시아판이 만나 수렴하는 섭입대 경계에 있다. 두 판 사이의 섭입은 수마트라섬 근처에서 급한 경사로 내려가며, 순다 메가스러스트라는 섭입대를 따라 거의 순수한 수직단층이, 대수마트라 단층을 따라 거의 순수한 주향이동단층이 있는 수직과 수평이동이 동시에 있는 사교단층이다. 섭입대 경계를 따라 발생하는 거대한 단층 미끄러짐은 대부분 해구형지진으로 발생한다.
역사적으로는 1797년, 1833년, 1861년, 2004년, 2005년, 2007년에 거대한 해구형지진이 발생했으며 대부분 지진과 함께 파괴적인 쓰나미도 발생했다. 그 외에도 1935년, 1984년, 2000년, 2002년에도 위에보다는 작은 해구형지진이 대지진의 주기 중간 단층 미끄러짐 지역 사이 틈새에서 일어나기도 했다.

## 특성

### 지진
지진으로 산호초와 암초가 노출되는 등 니아스섬에서는 지진으로 융기 활동이 발생했다는 지질학적 증거가 발견되었다. 본진 발생 후 7개월간 약 6차례의 여진이 발생했으며, 이 중 마지막 여진인 9월 27일 지진에서는 쓰나미도 발생했다. 이 지진은 판의 이동이 완전히 펼쳐지는 데 약 32년이 걸린 가장 오래 지속된 지진으로도 기록되었다.

### 지진해일
니아스섬 남쪽에서는 최소 7 m의 쓰나미가 관측되는 등 최소 500 km의 해안선이 쓰나미의 영향을 받았다.

## 피해
바투 제도 해안가 마을은 지진과 쓰나미로 황폐화되었다. 지진과 쓰나미로 수천 명이 넘는 사상자가 발생했다.

## 같이 보기
- 인도네시아의 지진 목록
- 느린 지진
- 1843년 니아스 지진